# Tercer Cinema
Tercer Cinema va ser un moviment llatinoamericà sorgit a la dècada de 1960 el qual suposava un punt i a part en la manera de fer cinema d'una manera industrialitzada, el model construït per Hollywood, i com un atac directe al neocolonialisme i el sistema capitalista. Aquest moviment es va enfocar en reoganitzar i reidear la producció, la distribució i l'exhibició de les pel·lícules. Part d'aquest canvi va comportar la innovació en el llenguatge cinematogràfic, la principal motivació del qual era transformar el cinema en una eina política que qüestionés les realitats socials locals i que trenqués amb la passivitat de l'espectador.
El terme va ser encunyat al manifest Hacia un tercer cine, escrit al 1969 pels cineastes Argentins Fernando Solanas i Octavio Getino, membres del Grupo Cine Liberación. El manifest va ser publicat al diari de cinema Tricontinental de la OSPAAAL (Organització de Solidaritat amb els Pobles de Àsia, Àfrica i Llatino Amèrica).

## Context General
Durant la dècada dels seixanta el món va patir esdeveniments de gran importància com el desenvolupament de la Guerra Freda, la crisi dels míssils o la carrera espacial. Les grans confrontacions internacionals van marcar aquesta època i a la gent ja que es creà una consciència entre els individus, és a dir, els ciutadans. Aquests van començar a protestar amb regularitat contra les accions dels seus governs i dels grups al poder.
Com a grans exemples de moviments de protesta trobem les manifestacions contra la Guerra de Vietnam, la invasió de tropes soviètiques a Txecoslovàquia, la Primavera de Praga, el Maig de 1968 a França i el moviment de 1968 a Mèxic, entre uns altres. La descolonització de l'Àfrica seguia havent començat a la dècada passada; la República Democràtica del Congo, s'independitzava de Bèlgica al 1960. D'igual forma van travessar per la descolonització Samoa, Algèria, Jamaica i Uganda al alliberar-se del Regne Unit.
Aquest procés de reorganització global també es va donar a Amèrica Llatina on van succeir importants moviments revolucionaris prenent com a exemple la Revolució cubana. Les dècades dels 60 i els 70 també destaquen perquè l'art i la política s'estrenyen de la mà. Tot i això, hi havia una escassetat total de recursos i indústria per a realitzar pel·lícules; possiblement de tota la regió llatinoamericana l'únic país que comptava amb la infraestructura consolidada era Mèxic (que ja exportava pel·lícules arreu del món).
Les dècades esmentades, dominades totalmente per la dualitat de la Guerra Freda, oferien dos opcions als actors socials, dos bàndols: per una banda el Capitalisme i l'Imperialisme que anaven de la mà i per l'altre la revolució socialista encapçalada per l'URSS. La conscienciació per a la lliberació nacional de la influencia de tercer països va existir arreu del món (com per exemple pel·lícules a la Xina, India o Japó. A llatinoamèrica els constants cops d'estat com el del general Juan Carlos Onganía a l'Argentina al 1966, van propiciar moviments de resistència, mobilització social i la creació i desenvolupament de grups d'esquerra amb tendències anticapitalistes a la lluita armada. No és d'estranyar doncs que el moviment del Tercer Cinema aparegués en aquest últim context.

## Definició
La definició del terme o moviment social-cinematogràfic passa en primer lloc pel manifest Hacia un tercer cine (1969) on a part d'encunyar el terme també s'explica de manera extensa què entenen Fernando Solanas i Octavio Getino per Tercer Cinema. En paraules seves:
```
la lucha antiimperialista de los pueblos del Tercer Mundo, y de sus equivalentes en el seno de las metrópolis, constituye hoy por hoy el eje de la revolución mundial. Tercer Cine es para nosotros aquel que reconoce en esa lucha la más gigantesca manifestación cultural, científica y artística de nuestro tiempo, la gran posibilidad de construir desde cada pueblo una personalidad liberada: la descolonización de la cultura.
[
3
]
```

Més tard, en aquell mateix any, ells dos tornaves a utilitzar el terme al parlar de la seva pel·lícula La hora de los hornos aprofundint en la definició del terme com a cinema revolucionari:
```
en cualquier aspecto de la vida del hombre latinoamericano, porque de hacerlo así tendrá que alcanzar de algún modo aquellas categorías de conocimiento, investigación y movilización de las que hablábamos. En este cine, por conciencia y esencia revolucionario, el que tendrá que recurrir y por lo tanto inventar lenguajes, ahora sí realmente nuevos, para una nueva conciencia y una nueva realidad.
[
4
]
```

Cal destacar que la teorització del Tercer Cinema es realitzà sense pretensió ni autoría única de qui podia i qui no podia realitzar-ne. Més aviat com intentar posar nom a un moviment necessari i caudal per a qualsevol lluita social arreu del món que anés contra el poder preestablert (fos Tercer Món o no).

## Manifest.Hacia un tercer cine: El primer y segundo cine
Durant el transcurs del manifest de Solanas i Getino on defineixen que és el tercer cinema també descriuen el que ells considerem com "primer" i "segon" cinema. El primer el categoritzen com el cinema predominant a nivell mundial, el qual té la gran industria darrere així com la gran distribució i comercialització, el cinema capitalista per antonomasia. Dins d'aquest grup hi inclou bàsicament el cinema nord-americà de Hollywood. En propies paraules dels escriptors argentins:
```
Una cámara de 35 mm., 24 cuadros por segundo, lámparas de arco, salas comerciales para espectadores, producción estandarizada, castas de cineastas, etc., son hechos nacidos para satisfacer las necesidades culturales y económicas no de cualquier grupo social, sino las de uno en particular: el capital financiero americano.
[
5
]
```

El segon cinema és simplement un moviment alternatiu a aquest i és caracteritzat per ser un cinema d'expressió o d'autor. Un dels principals reclams d'aquest moviment és el de reclamar la veu pròpia dels artistes per sobre dels estàndards preestablerts per la indústria. Un cinema que no busca la remuneració econòmica sinó que l'expressivitat i la necessitat de narrar una història per part dels creadors. L'aspecte individualista d'aquest moviment dificulta arribar a la descolonització ja que no respon a demandes socials sinó que personals. Sobre l'ambició dels cineastes d'aquest "grup" apunten el següent:
```
aspirar a un desarrollo de estructuras propias que compitieran con las del primer cine, en una utópica aspiración de dominar la ‘gran fortaleza’.
[
5
]
```

Com a conseqüència d'aquesta ambició personal del segon cinema només s'arribà a una mediatització sobre els comentaris o opinions ideològiques de la pantalla tornant a ser un cinema institucionalitzar o presumptament independent como s'hi refereixen Solanas i Getino, la enèsima eina del sistema per decorar d'“amplitud democràtica” les seves manifestacions culturals.Mitjançant la crítica a aquests dos models erronis en el seu paré, els dos escriptors pretenen crear una definició d'un nou terme i moviment que busqui crear consciència social local i actual en l'espectador mitjançant la comunicació visual, és a dir, el cinema:
```
la capacidad de síntesis y penetración de la imagen fílmica, la posibilidad del documento vivo y la realidad desnuda, el poder del esclarecimiento de los medios audiovisuales, supera con creces cualquier otro instrumento de comunicación.
[
6
]
```

Algunes de les finalitats o metes que el Tercer cinema busca expossant el procés d'opressió i desmuntant-lo per a entendre'l així com criticar-lo i fer-lo responsable de la desigualtat social nacional o comunitària són les següents:
- Incrementar la consciència política de l'espectador
- Expossar polítiques històriques,socials o econòmiques que han portat a les condicions precàries i abussives de la nació
- Animar als espectadors a reflexionar amb la fi de prendre accions revolucionaries i millorar les seves condicions
- Crear pel·lícules que tractin les experiències de la població de determinades regions
- Donar veu distribuint pel·lícules àmpliament censurades per les institucions opressores

## Impacte del Tercer Cinema
El movimient cinematogràfic va aconseguir ser adoptat per diversos cineàstes llatinoamericans, africans i asiàtics que de igual manera també buscaven una proposta de cinema-acció. No obstant, degut al seu component revolucionari i de crítica social fou censurat fent que la mostra de diverses pel·lícules es retardes anys, ocasionant un efecte retardat sobre la crítica que efectuaven ja que no era actual. Si més no, es podria afirmar que aquest retard en les projeccions de certes pel·lícules va ser un dels aspectes que van fer que no s'aconseguís la transformació revolucionaria que cercaven. El recursos econòmics també van tenir un paper clau en l'impacte del moviment ja que en ser aquests escasos no es podien distribuir les pel·lícules a gran escala.

## Filmografía representativa
- El mégano, Julio García Espinosa, Cuba, 1955.
- Esta tierra nuestra, Tomás Gutiérrez Alea, Cuba, 1959.
- Historias de la Revolución, Tomás Gutiérrez Alea, Cuba, 1960.
- Las doce sillas, Tomás Gutiérrez Alea, Cuba, 1962.
- Minerva traduce el mar, Humberto Solás i Óscar Valdés, Cuba, 1962.
- Dios y el diablo en la tierra del sol, Glauber Rocha, Brasil, 1964.
- Ukamau, Jorge Sanjinés, Bolivia, 1966.
- Muerte de un burócrata, Tomás Gutiérrez Alea, Cuba, 1966.
- La hora de los hornos, Fernando Solanas i Octavio Getino, Argentina, 1968 (Estrenada en Argentina hasta 1973).
- Mandabi, Ousmane Sembène, Senegal, 1968.
- Sangre de cóndor, Jorge Sanjinés, Bolivia, 1969.
- El chacal de Nahueltoro, Miguel Littín, Xile, 1969.
- El coraje del pueblo, Jorge Sanjinés, Bolivia, 1971.
- El enemigo principal, Jorge Sanjinés, Perú, 1973.
- ¡Fuera de aquí!, Jorge Sanjinés, Ecuador, 1977.
- La tierra prometida, Miguel Littín, Xile, 1972.
- México: La revolución congelada, Raymundo Gleyzer, Argentina, 1973.
- La lucha de un pueblo sin armas, Patricio Guzmán, Xile, 1972-1973 (También conocida como La batalla de Chile, se estrenó en este país hasta 1996).